# Sehmatal
Sehmatal település Németországban, azon belül Szászország tartományban. Lakosainak száma 6128 fő (2023. december 31.). Sehmatal Bärenstein és Königswalde községekkel határos.

## Népesség
A település népességének változása:
| Lakosok száma | 6455 | 6404 | 6188 | 6167 | 6128 |
|               | 2017 | 2019 | 2021 | 2022 | 2023 |